# جک لرد
جک لرد (انگلیسی: Jack Lord؛ ۳۰ دسامبر ۱۹۲۰ – ۲۱ ژانویهٔ ۱۹۹۸) یک هنرپیشه، کارگردان، و تهیه‌کننده اهل ایالات متحده آمریکا بود. وی بین سال‌های ۱۹۴۹ تا ۱۹۸۰ میلادی فعالیت می‌کرد.
از فیلم‌ها یا برنامه‌های تلویزیونی که وی در آن نقش داشته است می‌توان به دکتر نو، هاوایی فایو-او و پادشاه خانه‌به‌دوش اشاره کرد.